# Deo no isco sos carabineris
Deo no isco sos carabineris (in italiano: Io non so i carabinieri) è una canzone basata su un testo del poeta Peppino Mereu. La canzone, nella versione ora conosciuta, è stata scritta nel 1974 da Nicolò Rubanu, sui parte dei versi di una poesia, scritta alla fine dell'Ottocento dal poeta di Tonara. Questo brano è un canto d'autore di ispirazione folklorica e da tempo è entrato a far parte della cultura e della tradizione popolare sarda.
È un canto di protesta in cui, in forma di lettera ad un suo amico, Mereu denuncia lo stato di ingiustizia, miseria e oppressione in cui versavano gli strati sociali più bassi verso la fine dell'Ottocento in Sardegna.

## Storia e contenuto
I versi erano stati pubblicati per la prima volta nel 1899, dalla Tipografia Valdès di Cagliari, in una raccolta intitolata Poesias de Giuseppe Mereu.
La raccolta contiene 29 poesie, di vario metro e contenuto, tutte scritte fra il 1890 e il 1897. 
Questi versi, con il titolo A Nanni Sulis(II), sono uno dei tre componimenti epistolari, che vengono contraddistinte, oltre al titolo, con i relativi numeri romani. Il componimento è costituito da 62 terzine.
Nel 1974, Nicolò Rubanu leader del Gruppo Rubanu Orgosolo, musicò il testo insieme al più noto Nanneddu meu tratta da A Nanni Sulis(I) e furono pubblicate, l'anno successivo, nell'album Su lamentu de su pastore.
Nicolò Rubano prende un estratto dal componimento di Mereu e come terzina d'inizio quella che corrisponde al numero 29 e l'ultima la numero 45. Infatti dalla prima terzina inizia la denuncia contro un sistema ingiusto e le invettive contro i potenti e la loro discutibile moralità. Nelle terzine dalla 42 alla 45, Mereu intravede una possibilità di una soluzione politica a questo intollerabile stato delle cose. Mereu sostiene la sovversione politica e auspica l'attuazione di un sistema basato sulla giustizia sociale, infatti auspica: Ma si si averat cussu terremotu/ su chi Jagu Siotto est preighende/ puru sa poveres’at aer votu (ma se si avverasse quel terremoto/ che Jago Siotto sta predicando/ anche la povertà avrà considerazione).

## Altri interpreti
- Kenze Neke (col titolo Liberos)
- Istentales